# Sematophyllum microcarpum
Sematophyllum microcarpum là một loài Rêu trong họ Sematophyllaceae. Loài này được (R. Hedw. ex Brid.) A. Jaeger ex Broth. miêu tả khoa học đầu tiên năm 1925.